# Sijtse Jansma
Sijtse Jansma (Leeuwarden, 22 mai 1898 - Amsterdam, 4 décembre 1977) fut un ancien tireur à la corde hollandais. Il a participé aux Jeux olympiques de 1920 et remporta la médaille d'argent avec l'équipe hollandaise.